# Libertà di stabilimento
Gli Articoli 43-48 del Trattato della Comunità Europea (ORA ART.49-55 TFUE) concedono la libertà di stabilimento dei cittadini di uno Stato membro in un altro Stato membro.

## Definizione
Per libertà di stabilimento si intende la possibilità di costituire e gestire un'impresa o intraprendere una qualsiasi attività economica in un paese della Comunita Europea, tramite l'apertura di agenzie, filiali e succursali.
È inoltre garantito il diritto a esercitare attività non salariate.
La libertà di stabilimento pone il divieto di discriminare un imprenditore in base alla nazionalità e si divide in libertà di stabilimento primaria e secondaria.

## Art. 48 TCE  ora art 54 TFUE
L'art 48 TCE equipara le società costituite conformemente alla legislazione di uno Stato membro e aventi la sede sociale, l'amministrazione centrale o il centro di attività principale all'interno della Comunità, alle persone fisiche aventi la cittadinanza degli Stati membri.
In questo modo estende la libertà di stabilimento, data dall'art. 43 alle persone fisiche, anche alle persone giuridiche.
Le società che volessero usufruire della libertà di stabilimento manterrebbero la personalità giuridica del paese di provenienza.
L'articolo 48 indica 3 criteri:
- La società dev'essere costituita conformemente alla legislazione di uno stato membro. La conformità dipende dalla modalità di identificazione della società secondo il criterio della sede legale o il criterio dell'incorporazione.
- La società deve avere una delle seguenti caratteristiche:
  - Sede sociale all'interno della CE
  - Amministrazione centrale all'interno della CE
  - Centro di attività principale all'interno della CE
- Scopo di lucro

Per verificare se una società sia costituita conformemente alla legislazione di uno stato membro vale il principio del paese di origine, e quindi possono spostare la sede in un altro paese membro della CE solo le società costituite nei paesi che applicano il criterio dell'incorporazione.

## Libertà di stabilimento primaria
La libertà di stabilimento primaria si ha quando un cittadino di uno stato membro si stabilisce in via definitiva in un altro stato per intraprendere un'attività imprenditoriale.

## Libertà di stabilimento secondaria
La libertà di stabilimento secondaria si ha quando un cittadino , già stabilito in uno Stato membro, esercita un'attività secondaria in un altro paese della CE (es. apertura di una succursale)

## Criterio della sede legale
Nei paesi che applicano il criterio della sede legale, come la Germania, la Francia o l'Austria, la società viene identificata in base al luogo in cui ha la propria sede amministrativa o la sede principale dell'attività svolta.

## Criterio dell'incorporazione
Nei paesi che applicano il criterio dell'incorporazione, come la Gran Bretagna, l'Irlanda, l'Italia, i Paesi Bassi e la Danimarca, la società viene identificata in base al luogo in cui è iscritta nel registro delle imprese.
Queste società possono, ai sensi dell'art. 48 TCE, spostare la propria sede legale o amministrativa in un altro paese della CE.